# Gundolf Ernst
Gundolf Ernst (* 29. August 1930 in Hamburg; † 25. April 2002 in Berlin) war ein deutscher Geologe.
Gundolf Eduard Wilhelm Ernst war das dritte Kind von Friedrich Wilhelm Christian Ernst (1888–1953, Geologe an der Universität Hamburg) und dessen Ehefrau Elisabeth, geb. Thüme. Sein älterer Bruder war der Physiker Hans-Wolfgang Ernst. Im Jahr 1932 zog die Familie von Hamburg nach Ahrensburg, wo sie in Kontakt mit dem Archäologen Alfred Rust kam, der sehr anregend auf den jungen Gundolf wirkte. Nach seinem Abitur an der Stormarnschule im Jahr 1951 studierte er Geologie an der Universität Hamburg bis 1956.
In seinen geologischen Studien beschäftigte Ernst sich sehr intensiv mit den Kreideablagerungen bei Lägerdorf und Gesteinsformationen in Bosnien, über die er schließlich 1961 seine Doktorarbeit auf dem Gebiet der Mineralogie schrieb. Danach war er bei dem Geologen Roland Brinkmann an der Universität Bonn tätig. Er spezialisierte sich auf das Studium der Ablagerungen aus dem Kreide-Zeitalter, insbesondere die Seeigel-Versteinerungen. Von 1964 bis 1976 war er Paläontologe an der Technischen Universität Braunschweig, wo er sich 1969 in Geologie und Paläontologie habilitierte. Im Jahr 1976 erhielt er eine Professur an der Freien Universität Berlin, an der er bis zu seiner Emeritierung tätig war. Seine geologischen Forschungen zur Kreidezeit führten ihn in viele Länder, so nach England, Spanien, Polen, Tansania und an die Adria.

## Schriften (Auswahl)
- Zur Kenntnis der Grüngesteine und Sedimente des südwestlichen Zlatibor-Massivs (Bosnien), Dissertation Hamburg 1961
- Die irregulären Echiniden der nordwestdeutschen Oberkreide: ihre Phylogenie, Ökomorphologie und Stratigraphie, Habilitationsschrift Braunschweig 1970/72
- Biostratigraphie des Miozäns im Raum von Wacken (Westholstein), mit Winfried Hinsch, Hannover und Braunschweig 1972
- Neue Ergebnisse zur Multistratigraphie, Sedimentologie und Palökologie der Oberkreide von Niedersachsen und Westfalen unter besonderer Berücksichtigung des Cenoman bis Coniac (mit D.-D. Dahmer und H. Hilbrecht), Berlin 1986